# Takasa
«Takasa» — швейцарская музыкальная группа, представлявшая свою страну на конкурсе песни «Евровидение-2013».

## Краткая информация
15 декабря 2012 года коллектив стал победителем швейцарского национального отбора на конкурс «Евровидение-2013» c песней «You and Me», что позволило музыкантам принять участие в международном песенном конкурсе.
«Heilsarmee» являются членами международной христианской благотворительной организации «Армия Спасения» (по нем. „Heilsarmee“), и на национальном отборе четверо из шести вокалистов выступили в форме этого движения. В самой Швейцарии новость об участии «Армии Спасения» на фестивале уже вызвала определённый общественный резонанс. 14 марта 2013 года группа сменила своё название на «Takasa», в связи с правилом, запрещающим политическое и религиозное содержание названия группы.

## Рекорды
Одному из участников коллектива, контрабасисту Эмилю Рамзауэру, на момент выступления на Евровидении было 95 лет (родился 28 февраля 1918 года в городе Тун - умер 22 декабря 2021 года). Музыкант стал самым пожилым участником «Евровидения» за всю его историю.